# Keith Gill
Keith Patrick Gill (8 de junio de 1986) es un analista financiero e inversor estadounidense conocido por sus publicaciones en el subreddit r/wallstreetbets. Sus análisis de las acciones de GameStop, y los detalles de sus ganancias de inversión resultantes -publicados en Reddit bajo el nombre de usuario DeepFuckingValue (DFV) y en YouTube y Twitter como Roaring Kitty- fueron citados como un factor impulsor del estrangulamiento de posiciones cortas en el caso GameStop de enero de 2021, y como una chispa para el subsiguiente frenesí comercial en las acciones minoristas. El aumento del valor de las acciones permitió a Gill convertir una inversión de 53.000 dólares en una de casi 50 millones de dólares (a 28 de enero de 2021)
Las publicaciones de Gill se describen como «contenido directo y cargado de hojas de cálculo». Su nombre de usuario en Reddit deriva del término de inversión en valor, ya que Gill es un defensor de la misma. Reuters reveló su identidad al público el 28 de enero de 2021, tras una investigación de los registros públicos y las publicaciones en las redes sociales.

## Vida personal
Keith Gill  se crio en Brockton, Massachusetts. Tuvo dos hermanos. Su hermana murió en 2020. Se graduó en el Stonehill College en 2009 y tiene varios récords escolares en atletismo.  Gill fue nombrado atleta del año en pista cubierta en 2008 por la Asociación de Entrenadores de Atletismo y Campo a Través de Estados Unidos después de ganar la carrera de 1.000 metros en los Campeonatos de Nueva Inglaterra con un tiempo de 2:24,73. Contrajo matrimonio en 2016 y tiene un hijo.

## Salto a la fama

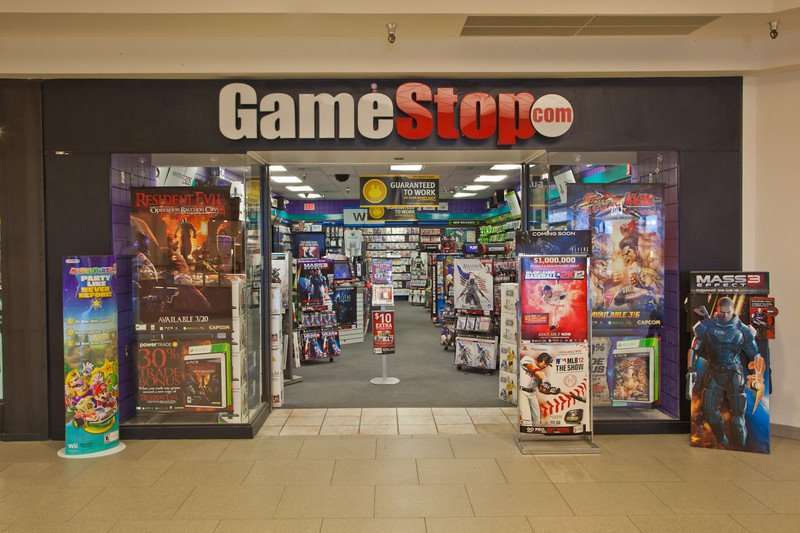
Escaparate de la tienda Gamestop dentro del centro comercial Bentley en Fairbanks, Alaska

Keith Gill saltó a la fama a partir de conocerse las tremendas y abultadas ganancias conseguidas tras el caso Gamestop, en enero de 2021.
Sus ganancias superan los 50 millones de dólares estadounidenses, y es considerado un gurú entre los miembros del subreddit r/wallStreetbets.